# Śledztwo
Investigația sau Ancheta (titlul original în limba poloneză Śledztwo) este un roman științifico-fantastic / polițist / thriller al scriitorului polonez Stanisław Lem. Romanul încorporează un discurs filozofic despre explicarea fenomenelor necunoscute. A fost publicat pentru prima dată în 1958 în revista Przekrój (în numerele 698-711) și în 1959 ca o carte publicată de Editura Ministerului Apărării Naționale (în poloneză Wydawnictwo Ministerstwa Obrony Narodowej).

## Rezumat
Romanul are loc la Londra. Un tânăr locotenent de la Scotland Yard, Gregory, investighează disparițiile misterioase ale cadavrelor din morgile din Londra care apar în altă parte. Singura „explicație” este o teorie statistică confuză care corelează furtul de cadavre  cu ratele locale ale cancerului. Detectivul îl suspectează pe statisticianul Sciss, care a venit cu această teorie, ca autor al faptei. În realitate, totuși, se pare că aceste cadavre pot „învia”. Gregory sugerează că aceste cadavre sunt infestate de anumite microorganisme, care au un fel de inteligență colectivă. 
Sciss se gândește la acest lucru și crede că acest fenomen s-a manifestat de foarte mult timp și poate explica credința în înviere care apare în multe religii ale omenirii.
În cele din urmă, totul este explicat ca o coincidență foarte puțin probabilă a mai multor factori. Cu toate acestea, se dovedește că unele cazuri nu se potrivesc cu teoria aceasta...

## Analiză literară
În Investigația, misterul polițienesc clasic este transformat într-un puzzle metafizic, cu teme kafkiene. Ca în aproape toată opera lui Lem, întrebările filozofice și epistemologice sunt prezentate sub suprafața simplă a intrigii: care este rolul cercetărilor științifice? Ce înseamnă existența unor explicații concurente pentru acest scop? Romanul introduce, de asemenea, o temă care mai târziu va fi prezentă în lucrările lui Lem, în special, în eseul său major, Filosofia șansei: aceea că observațiile sunt formate de proprietățile minții observatorului, mai degrabă decât de orice proprietăți ale observatului.
Lem a scris că a primit mai multe scrisori pline de furie din partea cititorilor săi în care i-au cerut o explicație clară despre modul în care se pot mișca cadavrele.

## Adaptări
În anii 1970 romanul a fost difuzat de două ori la televiziunea din Polonia.
- 1973: film TV (regizor Marek Piestrak ) (producție: 1973, premieră: 1974) [6]
Lem a fost nemulțumit de acest film, dar a scris că a fost conștient de bugetul extrem de mic și a apreciat dăruirea regizorului, care uneori folosea trucuri murdare pentru a face filmări (de exemplu, s-a prefăcut că este un om nebun și a dat buzna în Scotland Yard cu un aparat de filmat doar pentru a face gratis niște filmări extrem de valoroase).[7]
- 1997 Teatru TV (regizor Waldemar Krzystek⁠(d)).[3]